# Peter Schickele
Peter Schickele, född 17 juli 1935 i Ames, Iowa, död 16 januari 2024 i Bearsville i Ulster County, New York, var en amerikansk tonsättare och musiker som satsade på en bana som musikalisk komiker genom sitt alter ego PDQ Bach. De verk av Schickele som tillskrivs P.D.Q. Bach innehåller en mängd citat och förvrängningar av välkända konstmusikstycken och lustiga upptåg, i Gerard Hoffnungs anda. P.D.Q. Bach med levnadstiden angiven som 1807–1742? uppgavs av Schickele vara den yngste och mest okände av Johann Sebastian Bachs komponerande söner.

## Några kända verk (som PDQ Bach)
- 1712 Ouverture
- Classical Rap
- Echo Sonata for Two Unfriendly Groups of Instruments
- Eine Kleine Nichtmusik
- Four Folk Upsettings
- Grand Serenade for an Awful Lot of Winds & Percussion
- Last Tango in Bayreuth
- Minuet Militaire
- Oedipus Tex